# Ерёменко, Николай Николаевич (младший)
Никола́й Никола́евич Ерёменко — мла́дший (бел. Мікалай Мікалаевіч Яроменка (малодшы); 14 февраля 1949, Витебск, Белорусская ССР, СССР — 27 мая 2001, Москва, Россия) — советский и российский киноактёр, кинорежиссёр; народный артист Российской Федерации (1994), лауреат премии Ленинского комсомола (1980).
Лучший актёр 1980 года по опросу журнала «Советский экран» — за исполнение роли старшего механика Сергея Сергеевича в фильме «Пираты XX века».
Сын актёра, народного артиста СССР Николая Ерёменко — старшего (1926—2000).

## Биография

Могила Н. Ерёменко-ст. и Н. Ерёменко-мл. на Восточном кладбище Минска

Родился 14 февраля 1949 года в Витебске, в семье актёров Николая Николаевича Ерёменко (1926—2000) и Галины Александровны Орловой (1928—2021).
В 1967 году поступил во ВГИК (мастерская Сергея Герасимова и Тамары Макаровой), окончил учебное заведение в 1971-м и в том же году был принят в труппу Театра-студии киноактёра; с 1976 года — актёр киностудии имени М. Горького.
Дебютом в кинематографе стала роль студента-практиканта Алексея в фильме С. А. Герасимова «У озера» (1969). В 1995 году совместно с Маргаритой Касымовой сняли фильм «Сын за отца».
С 2001 года — советник по культуре посольства Беларуси в Москве.
За годы творческой деятельности актёр сыграл около пятидесяти ролей в фильмах и телесериалах.

#### Личная жизнь
Жена (с 1974) — Вера Юрьевна Титова, выпускница исторического факультета МГУ, сотрудница ВГИКа (в официальном браке прожили 25 лет).
Дочь — Ольга (род. в 1975), выпускница института иностранных языков.
Незарегистрированный брак — Татьяна Юрьевна Масленникова, переводчица.
Внебрачная дочь — Татьяна (род. в 1990), выпускница института иностранных языков.

#### Смерть
Скончался 27 мая 2001 года на 53-м году жизни в результате инсульта в Боткинской больнице, в Москве. Похоронен 30 мая в Минске на Восточном кладбище, рядом с отцом.

## Творчество

### Роли в театре
- «Красное и чёрное» по одноимённому роману Стендаля — Жюльен Сорель[4]

### Фильмография
- 1969 — У озера — Алексей, студент-практикант
- 1970 — Море в огне — Василий Степанов
- 1973 — Горячий снег — Дроздовский
- 1973 — Возврата нет — Григорий
- 1973 — Любить человека — Коля Стеценко
- 1973 — Исполнение желаний — Николай Трубачевский
- 1974 — Ливень — Колька
- 1975 — Семья Ивановых — Алексей
- 1976 — Красное и чёрное — Жюльен Сорель
- 1977 — Хождение по мукам — Василий Рублёв
- 1977 — Побег из тюрьмы — Максим Литвинов
- 1978 — 31 июня — Сэм Пэнти, художник
- 1978 — Трактир на Пятницкой — бандит Михаил Рюмин, «Цыган»
- 1978 — Мятежная баррикада — Василий Степанов
- 1979 — Я буду ждать… — Никита Воронов
- 1979 — Вкус хлеба — эпизод
- 1979 — Пираты XX века — старший механик Сергей Сергеевич
- 1980 — Юность Петра — А. Д. Меншиков
- 1980 — Эскадрон гусар летучих — князь Болховской
- 1981 — В начале славных дел — А. Д. Меншиков
- 1982 — Солнечный ветер — Сергей Пономарёв
- 1983 — Шёл четвёртый год войны — Антипов
- 1984 — Медный ангел — Себастьян Вальдес, главарь банды наркоторговцев
- 1984 — Лев Толстой — А. Б. Гольденвейзер
- 1985 — В поисках капитана Гранта — лорд Гленарван
- 1986 — Личный интерес — Александр Сурмила
- 1987 — Уполномочен революцией — В. В. Куйбышев
- 1988 — Будни и праздники Серафимы Глюкиной — Алексей
- 1990 — Царская охота — Алексей Орлов
- 1990 — Я объявляю вам войну — Владимир Петрович Ерохин
- 1991 — Холод — эпизод
- 1991 — Снайпер — Джей Бенсон
- 1992 — Восточный роман — Николай
- 1992 — Белые ночи — жилец
- 1993 — Троцкий — Наум Эйтингон
- 1993 — Не стреляйте в пассажира! — писатель
- 1994 — Притча про светлицу
- 1994 — Сделай мне больно — Стас Ильин, режиссёр
- 1995 — Крестоносец — Ерёма
- 1995 — Сын за отца — Виктор Александрович (актёрская и режиссёрская работа)
- 1998 — Тесты для настоящих мужчин — авантюрист
- 1998 — Незнакомое оружие, или Крестоносец 2
- 2000 — Маросейка, 12 (серия «Мокрое дело») — преступный авторитет «Купол»
- 2000 — Империя под ударом — министр внутренних дел Плеве
- 2000 — Рыцарский роман — кесарь Никифор
- 2001 — Подари мне лунный свет — Сергей Куприянов
- 2001 — Удар Лотоса — отец Эжена
- 2002 — Бригада — Юрий Ростиславович Холмогоров, член-корреспондент Академии наук СССР, отец Космоса (последняя роль в кино, премьера телесериала состоялась уже после смерти актёра[4])

## Признание и награды
- Премия Ленинского комсомола (1980) — за создание образов современников в кино и высокое исполнительское мастерство[4]
- Заслуженный артист РСФСР (25 марта 1983)
- Народный артист Российской Федерации (1 марта 1994) — за большие заслуги в области киноискусства[3]
- Лучший актёр 1980 года по опросу журнала «Советский экран» — за роль Сергея Сергеевича в фильме «Пираты XX века» (1979)[4]

## Память
- «Николай Ерёменко (младший). „Чтобы помнили“» («Первый канал», 2003)
- «„Пёстрая лента“. Николай Ерёменко. Мир без любимого» («Первый канал», 2004)
- «Пираты XX века. Ерёменко — Нигматулин» («Россия», 2006)[8]
- «Николай Ерёменко. „Как уходили кумиры“» («ДТВ», 2006)
- «Николай Ерёменко. „Последний пылко влюблённый“» («Первый канал», 2007)[9]
- «Николай Ерёменко. „Разбитое сердце“» («Первый канал», 2009)
- «Николай Ерёменко. „Ищите женщину“» («Первый канал», 2014)[10][11]
- «Последняя весна Николая Ерёменко» («ТВ Центр», 2014)[12]
- «Николай Ерёменко. „Последний день“» («Звезда», 2015)[13]
- «Николай Ерёменко. „Острова“» («Культура», 2014)[14]
- «Николай Ерёменко. „Раскрывая тайны звёзд“» («Москва 24», 2017)[15]
- «Николай Ерёменко. „На разрыв сердца“» («Первый канал», 2018)[16][17]
- «Николай Ерёменко. „Эдипов комплекс“» («ТВ Центр», 2019)[18]
- «Николай Ерёменко. „Звёзды советского экрана“» («Москва 24», 2019)[19]
- «Николай Ерёменко. „Прощание“» («ТВ Центр», 2020)[20]
- «„Тайны кино“: лучшие роли Николая Ерёменко» («Москва Доверие», 2020)[21]
- «Николай Ерёменко. „Загнать себя в тупик“» («ТВ Центр», 2021)[22]
- «Женщины Николая Ерёменко» («ТВ Центр», 2021)[23]